# Albrecht IV van Habsburg
Albrecht IV van Habsburg, bijgenaamd de Wijze of de Rijke, (circa 1188 - Asjkelon, 25 november 1239) was van 1232 tot aan zijn dood graaf van Habsburg. Hij behoorde tot het huis Habsburg.

## Levensloop
Albrecht IV was een zoon van graaf Rudolf II van Habsburg uit diens huwelijk met Agnes, dochter van heer Godfried van Staufen. Na de dood van zijn vader in 1232 verdeelde hij samen met zijn broer Rudolf III diens bezittingen in de Aargau.
Rond 1217 huwde hij met Heilwig (overleden na 1263), dochter van graaf Ulrich III van Kyburg. Het echtpaar kreeg vijf kinderen: drie zonen — Rudolf IV (1218-1291), vanaf 1273 onder de naam Rudolf I Rooms-Duits koning; Albrecht V, kanunnik in Bazel en Straatsburg; en Hartmann — en twee dochters — Cunigunde, echtgenote van graaf Hendrik III van Küssenberg, en een dochter met een onbekende naam.
In 1228 vocht hij als veldkapitein van de stad en de bisschop van Straatsburg in de Slag bij Blodelsheim, waarbij de graven van Pfirt een nederlaag leden. Daarenboven was Albrecht een aanhanger van het huis Hohenstaufen en wordt hij beschouwd als stichter van Waldshut. Dit laatste is echter niet zeker, aangezien het bestaan van de stad in 1256 voor het eerst werd vermeld.
Albrecht IV nam in 1239 deel aan de Baronnenkruistocht van koning Theobald I van Navarra. In november dat jaar stierf hij tijdens de belegering van Ajskelon aan de pest.